# Marina Radiș
Marina Radiș (n. 2 februarie 1982, Ceadîr-Lunga, URSS) este o cântăreață (soprană) moldoveană de etnie găgăuză. 

## Biografie
S-a născut în orașul Ceadîr-Lunga din fosta RSS Moldovenească (actualmente Găgăuzia, Republica Moldova). Și-a început cariera ca actor. La vârsta de 11 ani, a câștigat concursul de cântece găgăuze din Ceadîr-Lunga. La vârsta de 18 ani, i s-a acordat Marele Premiu la concursul anual de melodie „Vocea Găgăuziei”. A câștigat în repetate rânduri concursul de cântece patriotice „Victoria” de la Chișinău. În 2000, a fost acceptată în departamentul vocal academic al Academiei de Muzică, Teatru și Arte Plastice din Chișinău, în ciuda absenței învățământului muzical secundar. Ulterior, clasa de operă a Marinei Popova a avut o mare influență asupra interpretei. În 2003, a câștigat un Concurs muzical internațional din Brăila.
A debutat la Teatrul Național de Operă și Balet „Maria Bieșu” în opera Traviata a lui Giuseppe Verdi, intrepretând rolul Violettei, și, de asemenea, rolurile Mikaelei (Carmen de Georges Bizet) și Donna Anna (Don Giovanni de Wolfgang Amadeus Mozart), etc. A participat în repetate rânduri la Zilele culturii moldovenești din Rusia. A susținut concerte în Kazahstan, Germania și Elveția.

## Repertoriu

### Opera
- Carmen (operă)Carmen de Georges Bizet – Mikaela, Mercedes
- Nabucco de Giuseppe Verdi – Anna
- Traviata de Giuseppe Verdi – Violetta
- Rigoletto de Giuseppe Verdi – Gilda
- Don Pasquale de Gaetano Donizetti – Norina
- L’elisir d’amore de Gaetano Donizetti – Adina
- Lucia de Lammermoor de Gaetano Donizetti – Lusia
- Don Giovanni de Wolfgang Amadeus Mozart – Donna Anna
- Nunta lui Figaro de Wolfgang Amadeus Mozart – Kontes Suzanne
- La fille du régiment de Nikolai Rimski-Korsakov – Martha
- La bohème de Giacomo Puccini – Mimi[4]
- Evgheni Oneghin de Piotr Ceaikovski – Tatiana